# ديان كيريلوف
ديان كيريلوف (مواليد 20 يونيو 1964) هو ملاكم بلغاري، مثّل بلاده في الألعاب الأولمبية الصيفية 1988.

## روابط خارجية
ديان كيريلوف على موقع اللجنة الأولمبية الدولية (الإنجليزية)
- ديان كيريلوف على موقع أوليمبيديا (الإنجليزية)